# 徐静娟
徐静娟，南京大学教授，研究方向为光电化学生物传感、单体测量与成像分析，中华人民共和国教育部“长江学者”特聘教授，曾获教育部自然科学奖一等奖。

## 生平
曾先后就读于武汉大学化学系、南京大学。